# Plocoglottis seranica
Plocoglottis seranica är en orkidéart som beskrevs av Johannes Jacobus Smith. Plocoglottis seranica ingår i släktet Plocoglottis och familjen orkidéer. Inga underarter finns listade i Catalogue of Life.